# Удельная теплота сгорания
Уде́льная теплота́ сгора́ния то́плива — физическая величина, показывающая, какое количество теплоты выделяется при полном сгорании топлива массой 1 кг.
Удельная теплота сгорания измеряется в Дж/кг или калория/кг (1 Дж = 0,2388459 кал). Для экспериментального измерения этой величины используются методы калориметрии.
Определить удельную теплоту сгорания топлива можно по формуле
{\displaystyle q={\frac {Q}{m}},}
где {\displaystyle q} — удельная теплота,
{\displaystyle Q} — количество теплоты, выделяющееся при сгорании этого топлива,
{\displaystyle m} — масса топлива
Чем больше удельная теплота сгорания топлива, тем меньше удельный расход топлива при той же величине коэффициента полезного действия (КПД) двигателя.

### Теплота сгорания на основе справочника по физике под редакцией Х.Кухлинга[1]
| Теплота сгорания и газообразная плотность бутана, метана и пропана             | Теплота сгорания и газообразная плотность бутана, метана и пропана | Теплота сгорания и газообразная плотность бутана, метана и пропана | Теплота сгорания и газообразная плотность бутана, метана и пропана |
| Газ                                                                            | Теплота сгорания, МДж/м3*                                          | Плотность (нормальные условия), кг/м3                              | Теплота сгорания, МДж/кг                                           |
| ------------------------------------------------------------------------------ | ------------------------------------------------------------------ | ------------------------------------------------------------------ | ------------------------------------------------------------------ |
| Водород                                                                        | 10,8                                                               | 0,08987 г/л                                                        | 120                                                                |
| Бутан                                                                          | 124                                                                | 2,588                                                              | 47,9                                                               |
| Метан                                                                          | 35,9                                                               | 0,714                                                              | 50,2                                                               |
| Пропан                                                                         | 93,4                                                               | 1,96                                                               | 48,4                                                               |
| * – табличное значение согласно справочнику по физике под редакцией Х.Кухлинга |                                                                    |                                                                    |                                                                    |

| Удельная теплота сгорания веществ в воздухе | Удельная теплота сгорания веществ в воздухе |
| Вещество                                    | Теплота сгорания, МДж/кг                    |
| ------------------------------------------- | ------------------------------------------- |
| Водород                                     | 120                                         |
| Бор                                         | 58                                          |
| Ацетилен                                    | 50,4                                        |
| Метан (лабораторный)                        | 50,1                                        |
| Этилен                                      | 48,0                                        |
| Пропан                                      | 47,54                                       |
| Бутан                                       | 47,2                                        |
| Бытовой газ                                 | 46,1                                        |
| Пропан-бутан (баллонный)                    | 43,8                                        |
| Бензин                                      | 43,6 44, 42                                 |
| Литий                                       | 43                                          |
| Дизельное топливо                           | 42,7                                        |
| Нефть                                       | 41                                          |
| Керосин                                     | 40,8                                        |
| Рапсовое масло                              | 39,6                                        |
| Подсолнечное масло                          | 39,5                                        |
| Мазут                                       | 39,2                                        |
| Изопропанол                                 | 34,1                                        |
| Химически чистый углерод                    | 32,8                                        |
| Древесный уголь                             | 31                                          |
| Каменный уголь антрацит                     | 31                                          |
| Алюминий                                    | 31                                          |
| Условное топливо                            | 29,308 (7000 ккал)                          |
| Этанол                                      | 30                                          |
| Каменный уголь                              | 29,3                                        |
| Магний                                      | 24,7                                        |
| Метанол                                     | 22,7                                        |
| Топливные брикеты                           | 19—20,5                                     |
| Дрова сухие (березовые, сосновые)           | 15                                          |
| Бурый уголь                                 | 15, 14,7                                    |
| Пиролизный газ                              | 12,0                                        |
| Природный газ                               | 41-49                                       |
| Торф                                        | 8,1, 15                                     |
| Порох                                       | 3,8                                         |

Для сравнения средняя энергия, выделяющаяся при распаде одного ядра урана-235 с учётом распада осколков, составляет приблизительно 202,5 МэВ = 3,244⋅10−11 Дж, или 19,54 ТДж/моль = 83,14⋅106 МДж/кг.